# فجلدال
فجلدال هي قرية في بلدية تيلدسوند في مقاطعة ترومس أوغ فينمارك النرويجية.

## نبذة
تقع القرية على الضفة الشرقية لمضيق تيلدسوند في الجزء الشمالي الشرقي من البلدية. تقع القرية في منتصف الطريق بين قريتي رامسوند وإيفينسكجير. تقع بلدة هارستاد على بعد حوالي 45 كيلومتر (28 ميل) شمال فجلدال.

## السكان
الكثافة السكانية 395 نسمة لكل كيلومتر مربع.